# Ahd 54
Ahd 54 (Generation '54) er et mindre politisk parti i Algeriet. Det er ledet af menneskerettighedsaktivisten Ali Fawzi Rebaine, der påstås at have oprettet den første menneskerettigheds organisation i Algeriet. Partiet fik 2 pladser i parlamentet ved parlamentsvalget i 2007.
| Politisk parti | Spire Denne artikel om et politisk parti eller gruppe er en spire som bør udbygges. Du er velkommen til at hjælpe Wikipedia ved at udvide den. |